# بلندولد

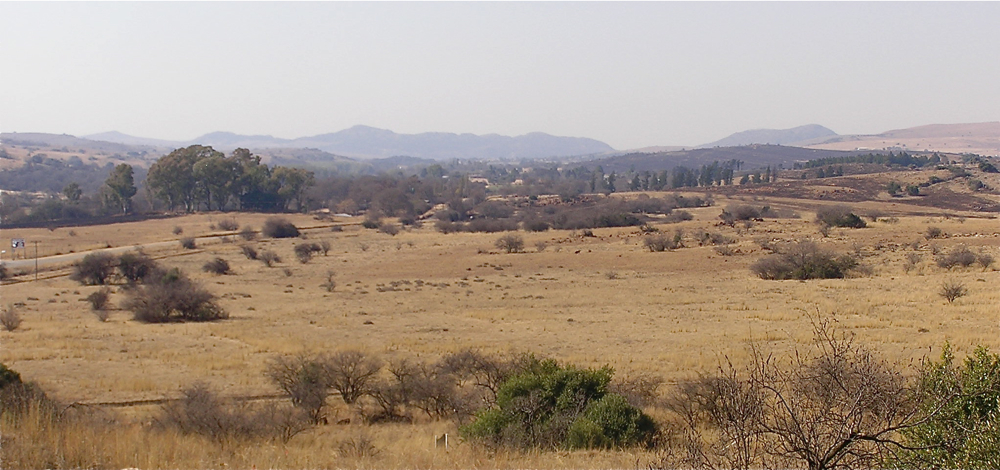
بلندولد در ژوهانسبورگ

بُلندوِلد (به انگلیسی: Highveld) (آفریکانس: Hoëveld، به معنی ت.ت. 'High Field' میدان بلند)، بخشی از فلات داخلی آفریقای جنوبی است که ارتفاع آن از تقریباً ۱۵۰۰ متر، اما کمتر از ۲۱۰۰ متر است، بنابراین، مناطق کوهستانی لسوتو در جنوب شرقی بلندولد را حذف می‌کند. این زیستگاه خانه برخی از مهم‌ترین مناطق کشاورزی تجاری کشور و همچنین بزرگ‌ترین مراکز شهری آن، به ویژه محله خائوتنگ است که یک سوم جمعیت آفریقای جنوبی را در خود جای داده است.